# 2002 في سويسرا
فيما يلي قوائم الأحداث التي وقعت خلال عام 2002 في سويسرا.

## سياسة

### انتهاء فترة المنصب
- 31 ديسمبر – روث دريفيس عضو المجلس الفيدرالي السويسري.

## أفلام
من الأفلام التي صدرت هذه السنة في سويسرا:
- 6 سبتمبر – خلف الشمس من إخراج والتر سالس.

## برامج ومسلسلات وأنمي
- بينغو

## وفيات

### مارس
- 26 مارس – أوغين ماير (مواليد 1930) لاعب كرة قدم سويسري.
- 30 مارس – جان سيمون بيكتيت (مواليد 1914)

### أبريل
- 27 أبريل – فيليكس فيلار (مواليد 1921) فيزيائي أمريكي.

### يونيو
- 20 يونيو – هاينز بيغلر (مواليد 1925) لاعب كرة قدم سويسري.

### نوفمبر
- 9 نوفمبر – أدريان إيشباخر (مواليد 1912)